# 이기우 (1955년)
이기우(李基雨, 1955년 7월 28일, 경남 창원 ~ )는 대한민국의 공무원이다.

## 학력
- 서울대학교 경제학 학사
- 서울대학교 대학원 경제학 수료
- 컬럼비아대학교 대학원 경제학 석사
- 컬럼비아대학교 경제학박사과정 수료

## 경력
- 1977년 : 제21회 행정고시 합격
- 1978년 ~ 1979년 : 창원군청 근무
- 1982년 ~ 1984년 : 노동부 마산지방사무소 관리과장
- 1984년 ~ 1987년 : 대통령비서실 행정관
- 1990년 ~ 1991년 : 상공부 아중동대양주통상과장
- 1991년 ~ 1995년 : 주러시아 대사관 상무관
- 1995년 : 산업자원부 기업규제심의 담당관
- 1995년 : 산업자원부 기업규제감사 담당관
- ~ 1999년 : 산업자원부 산업기술기획과장
- ~ 1999년 : 산업자원부 산업기술정책과장
- ~ 1999년 : 산업자원부 전력정책과장
- 1999년 : 산업자원부 전력산업구조개혁팀장
- ~ 2001년 : 산업자언부 행정정보담당관
- ~ 2001년 : KOTRA 외국인투자유치센터 실장
- 2001년 : 중소기업청 기획관리관
- 2001년 : 부산울산지방중소기업청장
- ~ 2006년 : 중소기업청 기업성장지원국장
- ~ 2006년 : 중소기업청 중소기업정책국장
- 2006년 ~ 2007년 : 중소기업청 차장
- 2007년 ~ 2008년 : 청원대학교 경제학과 겸임교수
- 제17대 대통령직 인수위원회 경제2분과 자문위원
- 2008년 : 경남과학기술단체 연합회 회원
- 2008년 : 한국중소기업학회 회원
- 2008년 ~ 2010년 7월 : 중소기업진흥공단 이사장
- 2009년 ~ 창원시 자연보호협의회 자문위원
- 2009년 ~ 2010년 대상초등/중학교 재경동창회 회장
- 2010년 7월 ~ 2011년 11월 부산광역시 경제부시장
- 2011년 ~ 2016년 1월 경남대학교 경영대학원 초빙교수
- 2012년 ~ 2015년 경남은행 사외이사
- 2013년 ~ 2016년 3월 제21세기이순신연구회 회장
- 2014년 ~ 창원을사랑하는시민연합 공동대표
- 2016년 9월 기술보증기금 비상임이사

## 전과
- 도로교통법위반(음주운전): 벌금 250만원 - 2016년 2월 3일 선고[1]

## 수상
- 1994년 : 근정포장
- 1999년 : 행정자치부 장관상
- 2005년 : 홍조근정훈장

## 참고 자료
- 이기우 네이버 인물검색[깨진 링크(과거 내용 찾기)]